# أستاكوس (أيتوليا كي أكارنانيا)
أستاكوس (Αστακός) هي مدينة في أيتوليا كي أكارنانيا في مقاطعة كينتريكي إلادا في اليونان.
يبلغ عدد سكانها حوالي 2519 نسمة.